# Cenophengus wittmeri
Cenophengus wittmeri är en skalbaggsart som beskrevs av Juan A. Zaragoza 1984. Cenophengus wittmeri ingår i släktet Cenophengus och familjen Phengodidae. Inga underarter finns listade i Catalogue of Life.